# Biesenrode
Biesenrode is een plaats en voormalige gemeente in de Duitse deelstaat Saksen-Anhalt, en maakt deel uit van de Landkreis Mansfeld-Südharz.

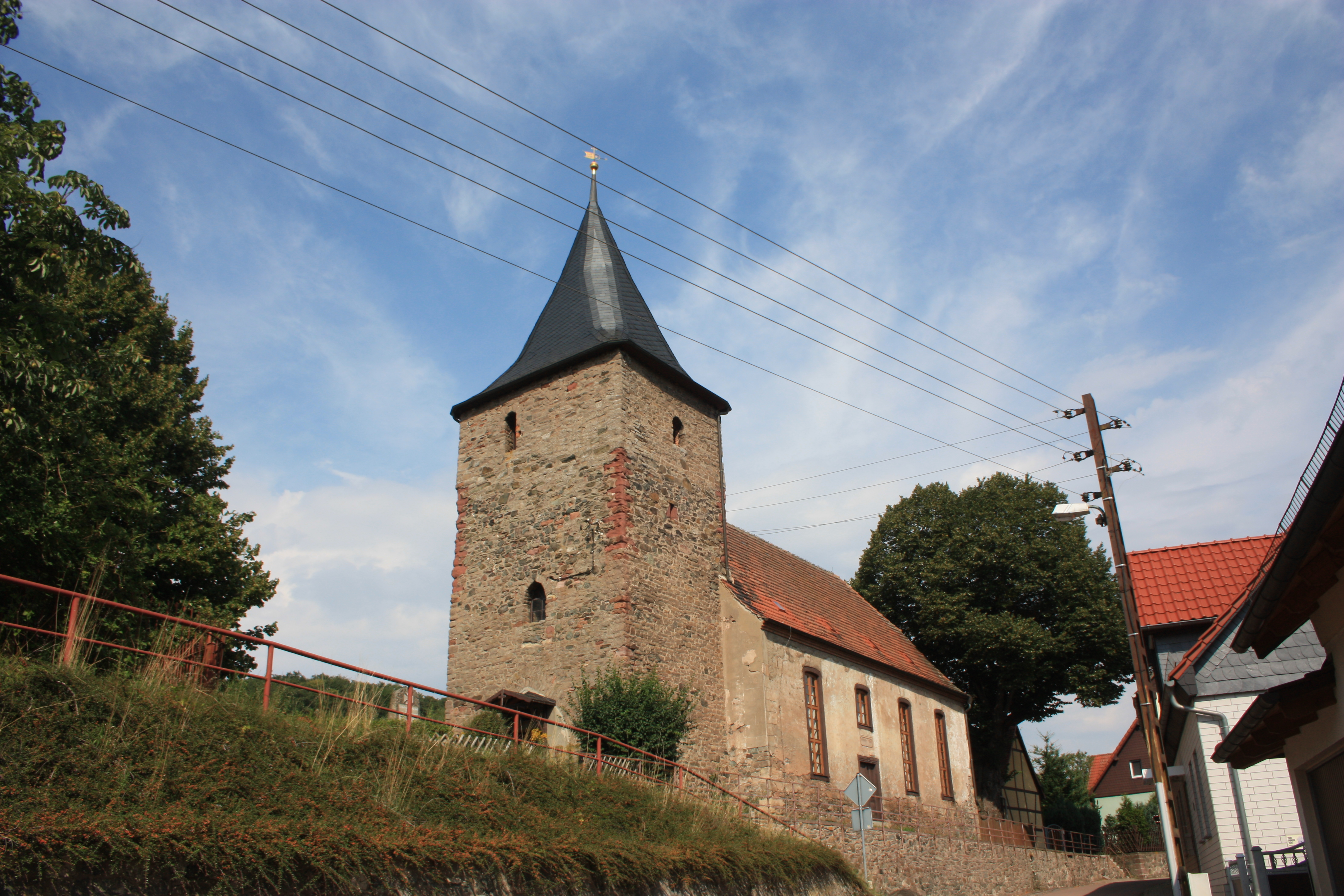
Dorpskerk van Biesenrode

Biesenrode telt 500 inwoners.